# Siergiej Grińkow
Siergiej Michajłowicz Grińkow, ros. Сергей Михайлович Гриньков (ur. 4 lutego 1967 w Moskwie, zm. 20 listopada 1995 w Lake Placid) – radziecki i rosyjski łyżwiarz figurowy, startujący w parach sportowych z żoną Jekatieriną Gordiejewą. Dwukrotny mistrz olimpijski z Calgary (1988) i Lillehammer (1994), czterokrotny mistrz świata (1986, 1987, 1989, 1990), trzykrotny mistrz Europy (1988, 1990, 1994), mistrz świata juniorów (1985), mistrz Związku Radzieckiego (1987) i mistrz Rosji (1994). Zakończył karierę amatorską w 1994 roku.
Zmarł na atak serca 20 listopada 1995 roku podczas treningu łyżwiarskiego w Lake Placid.

## Życie prywatne
Był synem Michaiła Kondratiejewicza Grińkowa (zm. 1990) oraz Anny Filipownej (zm. 2000). Miał 7 lat starszą siostrę Natalję.
Po 10 latach wspólnej kariery łyżwiarskiej, 20 kwietnia 1991 r. Siergiej poślubił podczas ceremonii cywilnej swoją partnerkę sportową Jekatierinę Gordiejewą. Osiem dni później, czyli 28 kwietnia później odbył się ich ślub kościelny. Gordiejewa i Grińkow zaczęli być parą poza lodowiskiem w 1989 roku. Jak przyznała Gordiejewa w filmie dokumentalnym „My Sergei” (1998) Siergiej pojawił się niespodziewanie na zabawie sylwestrowej 1988, gdzie po raz pierwszy się pocałowali. 11 września 1992 r. w Morristown na świat przyszła ich córka Daria Siergiejewna Grińkowa.

### Śmierć i upamiętnienie
Grińkow zmarł nagle 20 listopada 1995 r. podczas treningu z żoną do rewii łyżwiarskiej w Lake Placid. Sekcja wykazała, że Grińkow w ciągu ostatniej doby przed śmiercią przeszedł bezbolesny atak serca, którego przyczyną było nieleczone nadciśnienie i prawie całkowite zablokowanie dwóch tętnic wieńcowych. W późniejszym czasie okazało się, że zarówno Siergiej jak i jego ojciec, który zmarł w 1990 r. cierpieli na tę samą chorobę serca. Został pochowany na cmentarzu Wagańkowskim w Moskwie. 27 lutego 1996 r. w Hartford odbyła się uroczystość na cześć Siergieja Grińkowa w której wzięli udział przyjaciele pary Gordiejewa / Grińkow m.in. Wiktor Petrenko, Marina Klimowa, Siergiej Ponomarienko, Oksana Bajuł, Aleksandr Fadiejew. Gordiejewa po raz pierwszy wystąpiła jako solistka w programie do V symfonii Mahlera ułożonym przez Marinę Zujewą. W 1996 r. we współpracy z E.M. Swift Gordiejewa wydała powieść biograficzną „Mój Siergiej - opowieść o miłości", zaś w 1998 r. drugą książkę „Listy do Darii". W tym samym roku opublikowano film dokumentalny „My Sergei”, który przedstawia historię miłości i kariery pary Gordiejewa / Grińkow.

## Kariera

### Kariera amatorska

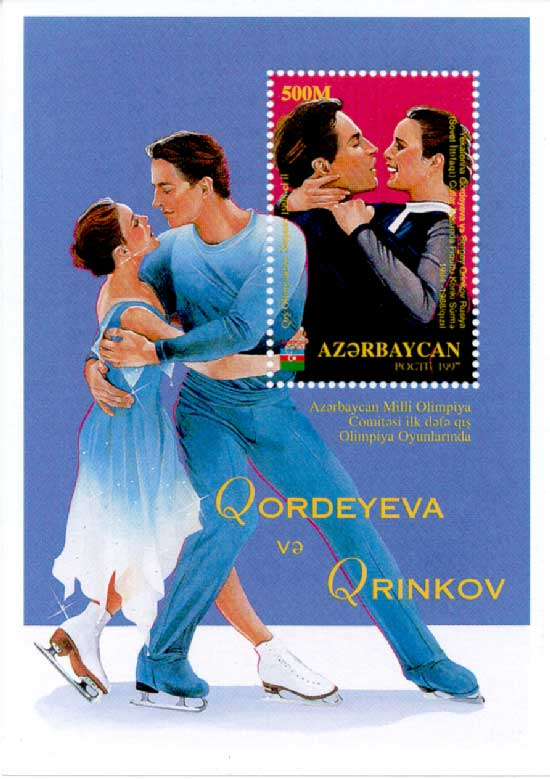
Jekatierina Gordiejewa i Siergiej Grińkow na znaczku pocztowym (Azerbejdżan 1998)

Grińkow poznał swoją partnerkę sportową i późniejszą żonę Jekatierinę Gordiejewą w 1981 roku, gdy miał 14 lat, a Jekatierina zaledwie 10. Na początku zarówno on jak i Jekatierina chcieli być solistami, ale para została dobrana przez trenerów i rozpoczęła wspólne treningi w moskiewskiej kuźni mistrzów łyżwiarskich w klubie CSKA Moskwa. Obydwoje uczęszczali do szkoły sportowej co pozwalało im na treningi w klubie sportowym. Ich pierwszym trenerem w latach 1981–1983 był Włodzimierz Zacharow. Następnie w latach 1983–1985 trenowali pod okiem Nadieżdy Szewałowskiej. Para Gordiejewa / Grińkow zadebiutowała 5. miejscem na mistrzostwach świata juniorów 1984, zaś rok później zostali mistrzami świata juniorów oraz zajęli 6. miejsce w mistrzostwach Związku Radzieckiego. 
W 1985 roku wielki talent pary odkrył słynny trener łyżwiarski Stanisław Żuk, który zaprosił ich do współpracy. Sezon 1985/1986 był debiutem pary Gordiejewa / Grińkow na arenie międzynarodowej. Jedynymi zawodami w których para zajęła lokatę poniżej pierwszego bądź drugiego stopnia podium były zawody Prize of Moscow News 1985. Gordiejewa / Grińkow zajmowali miejsce pierwsze po programie krótkim, jednak w programie dowolnym zaliczyli aż trzy upadki. Para wraz z trenerami udoskonaliła swój program i na mistrzostwach Związku Radzieckiego 1986 zdobyli srebrny medal. Następnie po zdobyciu wicemistrzostwa Europy 1986 przegrywając jedynie z parą Wałowa / Wasiljewe, niespełna 15-letnia Gordiejewa (15 lat skończyła dopiero w maju) i 18-letni Grińkow zostali po raz pierwszy mistrzami świata. Pomimo obfitego w sukcesy sezonu para nie był zadowolona ze współpracy z trenerem Żukiem, który jak twierdzili nadużywał tym czasie alkoholu i za bardzo eksploatował parę na ciężkich treningach. W 1986 roku Centralny Klub Armii Czerwonej (CSKA Moskwa) przyjął prośbę pary, a ich nowym trenerem został Stanisław Leonowicz.
W sezonie 1986/1987 Gordiejewa / Grińkow oprócz zdobycia tytułu mistrzów Związku Radzieckiego zajęli drugie miejsce na zawodach Skate Canada International. Na mistrzostwach Europy 1987 w Sarajewie wykonywali jako jedyni na świecie poczwórne podnoszenie twistowe ze szpagatem. Podczas programu dowolnego (który odbywał się w dzień dwudziestych urodzin Siergieja) zaraz po wykonaniu ww. podnoszenia u spodni Siergieja pękło strzemiączko. Incydent ten zauważył jeden z sędziów i kazał wyłączyć muzykę. Mimo to para kontynuowała swój program, który dokończyła bez muzyki zachowując idealny rytm. Jednak sędziowie nakazali powtórzyć program po dwóch następnych parach. Gordiejewa i Grińkow nie pojechali powtórnie i zostali zdyskwalifikowani. W późniejszym czasie, w filmie dokumentalnym „My Sergei” (1998) Gordiejewa tłumaczyła, że nie rozumieli oni zasad postępowania sędziów w takiej sytuacji i nie byli świadomi konsekwencji takiego incydentu, dlatego nie przerwali programu i byli zbyt zmęczeni, żeby móc wykonać go ponownie. Pomimo braku medalu na mistrzostwach starego kontynentu, para Gordiejewa / Grińkow potwierdziła swoją dominację zdobywając drugi tytuł mistrzów świata w Cincinnati.
Sezon olimpijski 1987/1988 rozpoczęli od zwycięstwa w Prize of Moscow News 1987. Następnie zdobyli pierwszy tytuł mistrzów Europy w Pradze. Debiutując Zimowych Igrzyskach Olimpijskich 1988 w kanadyjskim Calgary Jekatierina miała 16 lat (17. urodziny w maju), a Siergiej 21. 16 lutego 1988 roku Gordiejewa / Grińkow zostali najmłodszymi mistrzami olimpijskimi pokonując parę sowiecką Wałowa / Wasiljew oraz parę amerykańską Watson / Oppegard. Na mistrzostwach świata 1988 w Budapeszcie zdobyli srebrny medal z powodu upadku.
W 1989 roku zdobyli trzeci tytuł mistrzów świata w Paryżu. W tym samym roku ich prywatne relacje uległy zmianie, a para sportowa została również parą poza lodowiskiem.
W sezonie 1989/1990 byli niepokonani. Wygrali japońskie zawody NHK Trophy, Igrzyska dobrej woli w Seattle oraz dwa tytuły mistrzowskie: czwarty tytuł mistrzów świata i drugi tytuł mistrzów Europy.

### Kariera profesjonalna
Jesienią 1990 oficjalnie zakończyli karierę amatorską i rozpoczęli występy jako łyżwiarze profesjonalni. Przepisy nie zezwalały występu w zawodach łyżwiarzom jeżdżącym równolegle w rewiach. W latach 1990–1992 brali udział w wielu pokazach m.in. Stars on Ice oraz rywalizowali w mistrzostwach świata profesjonalistów na których zdobyli srebro w 1990 roku i dwa złota w kolejnych dwóch latach. Gdy Międzynarodowa Unia Łyżwiarska (ISU) wprowadziła możliwość rywalizacji w zawodach łyżwiarzom jeżdżącym w profesjonalnych pokazach Gordiejewa i Grińkow postanowili powrócić w sezonie olimpijskim 1993/1994, a następnie wygrali trzeci tytuł mistrzów świata profesjonalistów 1994.
W sezonie 1994/1995 para występowała w wielu rewiach łyżwiarskich aż do nagłej śmierci Siergieja 20 listopada 1995 roku, gdy para przygotowywała się do pierwszego występu w pokazie Stars on Ice 1995–1996.

### Powrót do kariery amatorskiej
Sezon olimpijski 1993/1994 był drugim sezonem pary Gordiejewa / Grińkow w którym pozostali niepokonani. Po triumfie w Skate Canada International zostali mistrzami Rosji, a następnie zostali po raz trzeci mistrzami Europy w Kopenhadze.
Przed konkursem olimpijskim byli wymieniani w gronie faworytów do złotego medalu. Na Zimowych Igrzyskach Olimpijskich 1994 w norweskim Lillehammer potwierdzili swoją dominację wykonując program krótki Flamenco i program dowolny do Sonaty Księżycowej Ludwiga van Beethovena. 15 lutego 1994 roku zdobyli drugi tytuł mistrzów olimpijskich.

## Osiągnięcia
Z Jekatieriną Gordiejewą
|                                       | ZSRR  | ZSRR  | ZSRR  | ZSRR  | ZSRR  | ZSRR  | ZSRR  |       |       |       | Rosja |
| Zawody                                | 83–84 | 84–85 | 85–86 | 86–87 | 87–88 | 88–89 | 89–90 | 90–91 | 91–92 | 92–93 | 93–94 |
| Międzynarodowe                        |       |       |       |       |       |       |       |       |       |       |       |
| Igrzyska olimpijskie                  |       |       |       |       | 1     |       |       |       |       |       | 1     |
| Mistrzostwa świata                    |       |       | 1     | 1     | 2     | 1     | 1     |       |       |       |       |
| Mistrzostwa Europy                    |       |       | 2     | WD    | 1     |       | 1     |       |       |       | 1     |
| Igrzyska dobrej woli                  |       |       |       |       |       |       | 1     |       |       |       |       |
| NHK Trophy                            |       |       |       |       |       |       | 1     |       |       |       |       |
| Prize of Moscow News                  |       |       | 4     |       | 1     |       |       |       |       |       |       |
| Skate Canada International            |       |       | 1     | 2     |       |       |       |       |       |       | 1     |
| Międzynarodowe: Kategorie młodzieżowe |       |       |       |       |       |       |       |       |       |       |       |
| Mistrzostwa świata juniorów           | 5     | 1     |       |       |       |       |       |       |       |       |       |
| Krajowe                               |       |       |       |       |       |       |       |       |       |       |       |
| Mistrzostwa Rosji                     |       |       |       |       |       |       |       |       |       |       | 1     |
| Mistrzostwa Związku Radzieckiego      |       | 6     | 2     | 1     |       |       |       |       |       |       |       |
| Inne                                  |       |       |       |       |       |       |       |       |       |       |       |
| Mistrzostwa świata profesjonalistów   |       |       |       |       |       |       | 2     | 1     | 1     |       | 1     |

## Programy
Oficjalna strona Jekatieriny Gordiejewej wymienia 18 programów pary Gordiejewa / Grińkow.
| Sezon   | Program krótki | Program dowolny | Gala |
| ------- | --- | --- | --- |
| 1994–95 | - Crazy for You – George Gershwin choreografia: Marina Zujewa - Vocalise – Siergiej Rachmaninow choreografia: Marina Zujewa - The Man I Love – George Gershwin choreografia: Sandra Bezic - Out of Tears – The Rolling Stones choreografia: Sandra Bezic, Michael Seibert | - Crazy for You – George Gershwin choreografia: Marina Zujewa - Vocalise – Siergiej Rachmaninow choreografia: Marina Zujewa - The Man I Love – George Gershwin choreografia: Sandra Bezic - Out of Tears – The Rolling Stones choreografia: Sandra Bezic, Michael Seibert | - Crazy for You – George Gershwin choreografia: Marina Zujewa - Vocalise – Siergiej Rachmaninow choreografia: Marina Zujewa - The Man I Love – George Gershwin choreografia: Sandra Bezic - Out of Tears – The Rolling Stones choreografia: Sandra Bezic, Michael Seibert |
| 1993–94 | - Flamenco – Pepe Romero - Zapateado - Farrucas choreografia: Marina Zujewa | - Moonlight Sonata – Ludwig van Beethoven - "Pathetique" No.8 - "Moonlight" No.14 (Adagio & Allegretto) choreografia: Marina Zujewa | - Porgy and Bess – George Gershwin choreografia: Marina Zujewa |
| 1992–93 | | | |
| 1991–92 | | | |
| 1990–91 | | | |
| 1989–90 | - Mambo – Perez Prado choreografia: Marina Zujewa | - Romeo i Julia – Piotr Czajkowski choreografia: Marina Zujewa | |
| 1988–89 | - Johann Strauss choreografia: Marina Zujewa | - Johann Strauss choreografia: Marina Zujewa | |
| 1987–88 | - Carmen – Georges Bizet - Les Toreadores - La garde montante choreografia: Marina Zujewa | - Symphony No.4 – Felix Mendelssohn-Bartholdy - Concerto No.2 – Fryderyk Chopin - Etude No.12 "Revolutionary" – Fryderyk Chopin - Concerto No.1 – Fryderyk Chopin - Overture "Marriage of Figaro" – Wolfgang Amadeus Mozart choreografia: Marina Zujewa                   | |
| 1986–87 | - Jazz Medley choreografia: Marina Zujewa | - Caravans – Duke Ellington choreografia: Marina Zujewa | |
| 1985–86 | - Temptation Rag – Claude Bolling choreografia: Marina Zujewa, Stanisław Żuk | - Caravans - Send in the Clowns choreografia: Marina Zujewa, Stanisław Żuk | - Fly, doves, fly – Izaak Dunajewski choreografia: Marina Zujewa, Stanisław Żuk |

### Trenerzy i choreografowie
Jekatierina Gordiejewa i Siergiej Grińkow trenowani byli przez:
- 1981–1983: Włodzimierz Zacharow
- 1983–1985: Nadieżda Szewałowska
- 1985–1986: Stanisław Żuk
- 1986–1990: Stanisław Leonowicz
- 1993–1994: Włodzimierz Zacharow

Choreografię do ich programów układali: 
- 1985–1986: Stanisław Żuk
- 1985–1995: Marina Zujewa
- 1994–1995: Sandra Bezic, Michael Seibert

## Nagrody i odznaczenia
- Światowa Galeria Sławy Łyżwiarstwa Figurowego – 1995[15]